# Kleinkastell „Auf dem Buchkopf“
Das Kleinkastell „Auf dem Buchkopf“ war ein römisches Kastell an der Wetteraulinie des Obergermanisch-Raetischen Limes beim heutigen  Rommelhausen, einem Ortsteil der Gemeinde Limeshain im Wetteraukreis. Von der Anlage ist heute eine deutliche Bodenerhebung sichtbar, das Kastell ist ein Bodendenkmal.

## Lage
Das Kleinkastell befand sich ungefähr auf der Mitte der Limeslinie zwischen den Kastellen Altenstadt und Marköbel westlich der heutigen Ortschaft Rommelhausen am annähernd höchsten Punkt des Limesabschnitts. Das heute bewaldete Gelände hat für eine gute Erhaltung der Limesbauwerke gesorgt.

## Kastell
Das Kastell ist heute noch als etwa 1,50 m hoher Hügel hinter dem Limeswall sichtbar. Es besaß eine Größe von 10,65 mal 12 m, die etwas schmalere Seite war auf den Limes hin ausgerichtet. „Auf dem Buchkopf“ zählt damit zu den kleineren bekannten Kleinkastellen und wurde teilweise auch als Wachposten 4/102 angesprochen.
Die Anlage wurde 1886 vom Streckenkommissar Friedrich Kofler untersucht. Er konnte die beachtliche Mauerstärke von 2,30 m feststellen, wobei das Fundament an der Ost- und Südseite zum Teil ausgebrochen war und nur noch Mörtelspuren nachweisbar waren. An den erhaltenen Seiten war das Fundament noch einen Meter tief vorhanden. Die Ecken waren mit einem Radius von 4,30 m abgerundet. Weitere Grabungsergebnisse oder Funde sind nicht bekannt.

Plan des Kleinkastells nach den Ergebnissen der RLK
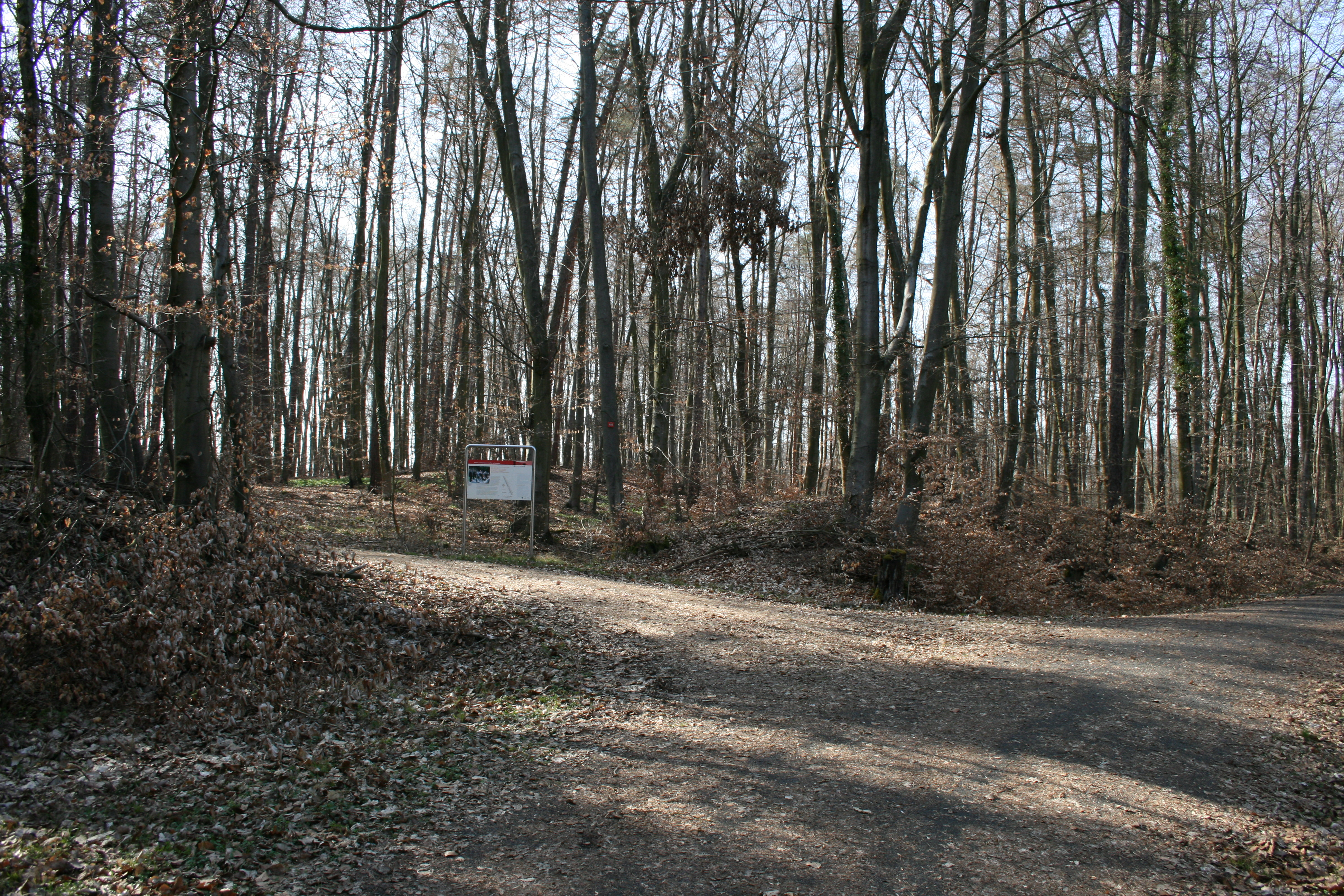
Rechts der Limeswall, Hinweisschild, dahinter links der 1,50 m hoch erhaltene Hügel des Kleinkastells
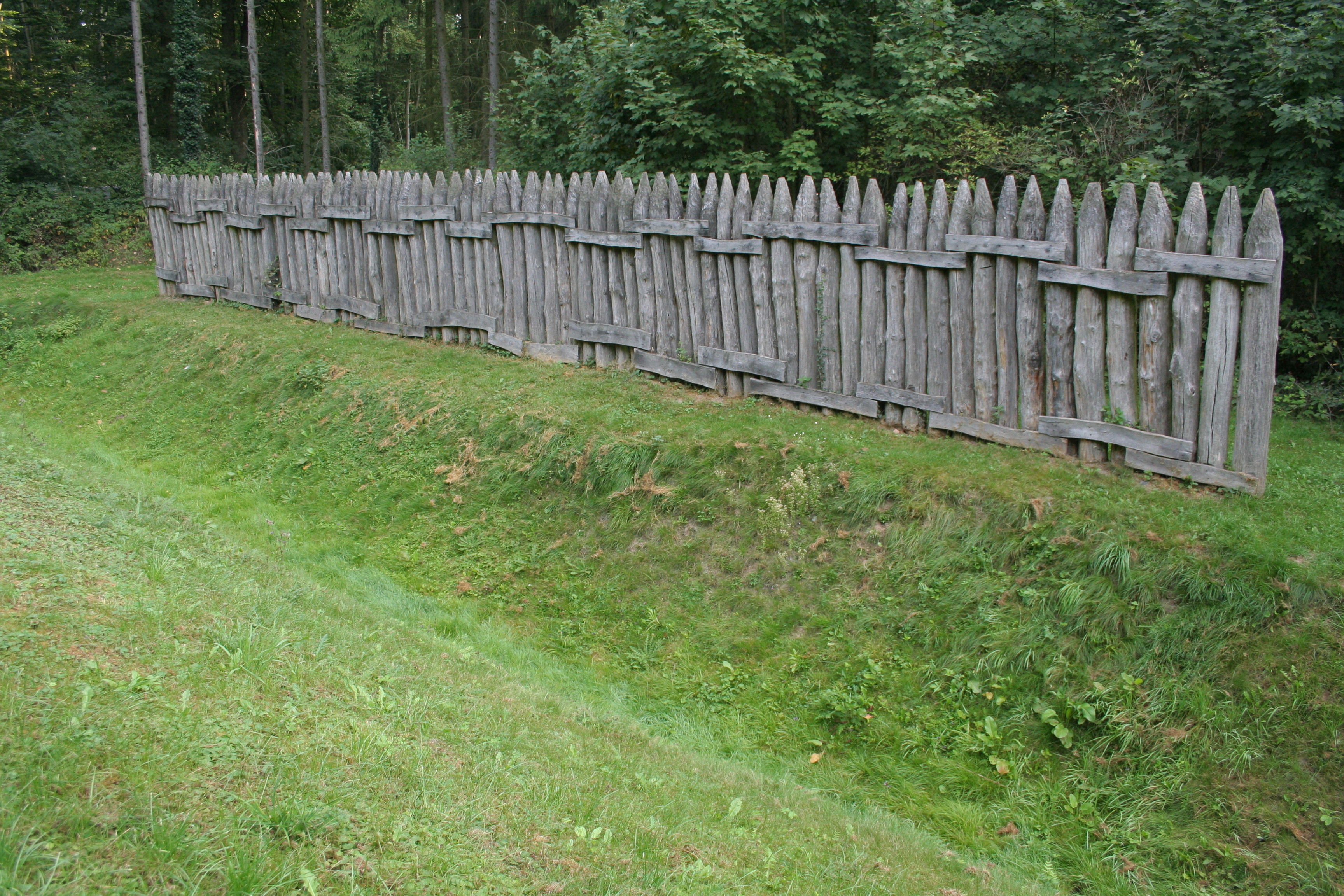
Rekonstruierter Limesabschnitt an der Landstraße

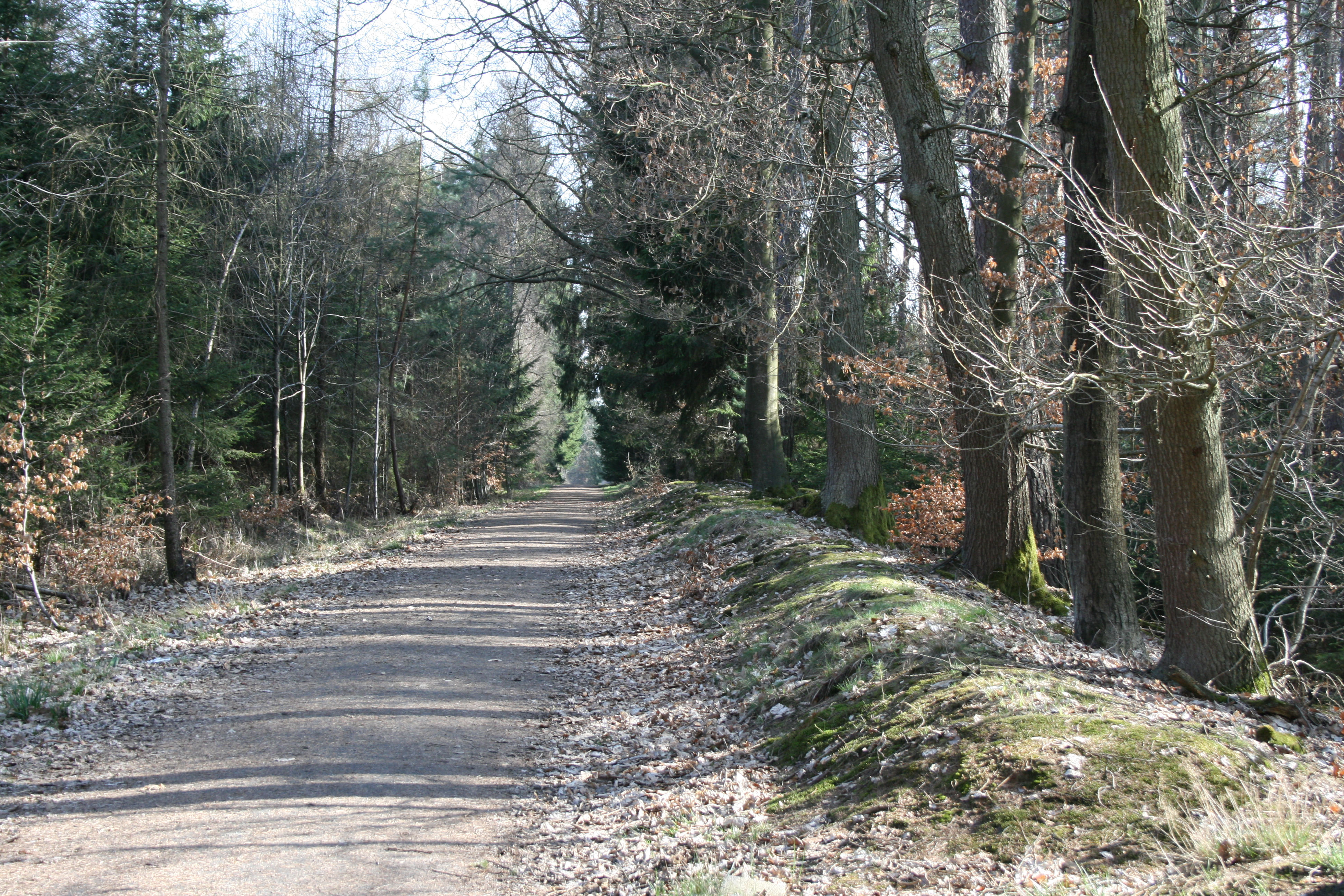
Ansicht des Limeswalls in der Nähe des vermuteten Wp 4/104. Der Wall ist gut zu erkennen, parallel dazu verläuft der Weg im ehemaligen Graben.

## Limesverlauf vom Kleinkastell „Auf dem Buchkopf“ zum Kastell Marköbel
Der Limes ist auf dem bewaldeten Abschnitt gut erkennbar. Größtenteils verläuft ein Weg parallel bis zum Ende der Waldfläche bei Langen-Bergheim, zumeist im Graben neben dem Wall. Die Route ist mit Erklärungstafeln versehen. Am Kreuzungspunkt mit der L 3347 wurde ein Teilstück des Limes rekonstruiert. Weitere Sehenswürdigkeiten sind die sogenannte Drususeiche, die auf dem Limeswall wächst. Ihre Verbindung zum Feldherrn Drusus ist unbekannt, sie dürfte auch erheblich jünger sein. Sicher belegt ist ihr Name schon zur Zeit der Reichs-Limeskommission. Südlich des Waldes markiert ein 1912 gesetzter Gedenkstein (Inschrift „Pfahlgraben 1912“) die Stelle, bis zu der der Limes vor einer Flurbereinigung noch sichtbar war. Weiter südlich bis zum Kastell Marköbel verläuft der Limes durch heute landwirtschaftlich genutztes Gebiet oder ist im Bereich der Gemeinde Hammersbach teilweise überbaut. Ein Teilstück der Palisade ist in Marköbel in einem Neubaugebiet nachgebildet, wo man Pfahlstümpfe der Palisade archäologisch nachweisen konnte. Der Limes ist erst wieder sichtbar südlich des Kastells Rückingen, wo er in das Sumpfgebiet der Bulau eintritt.
In Marköbel endet die Limesstrecke 4 (Taunus- und Wetteraulinie) und es folgt die Linie 5 (östliche Wetteraustrecke) bis zum Kastell Großkrotzenburg am Main.

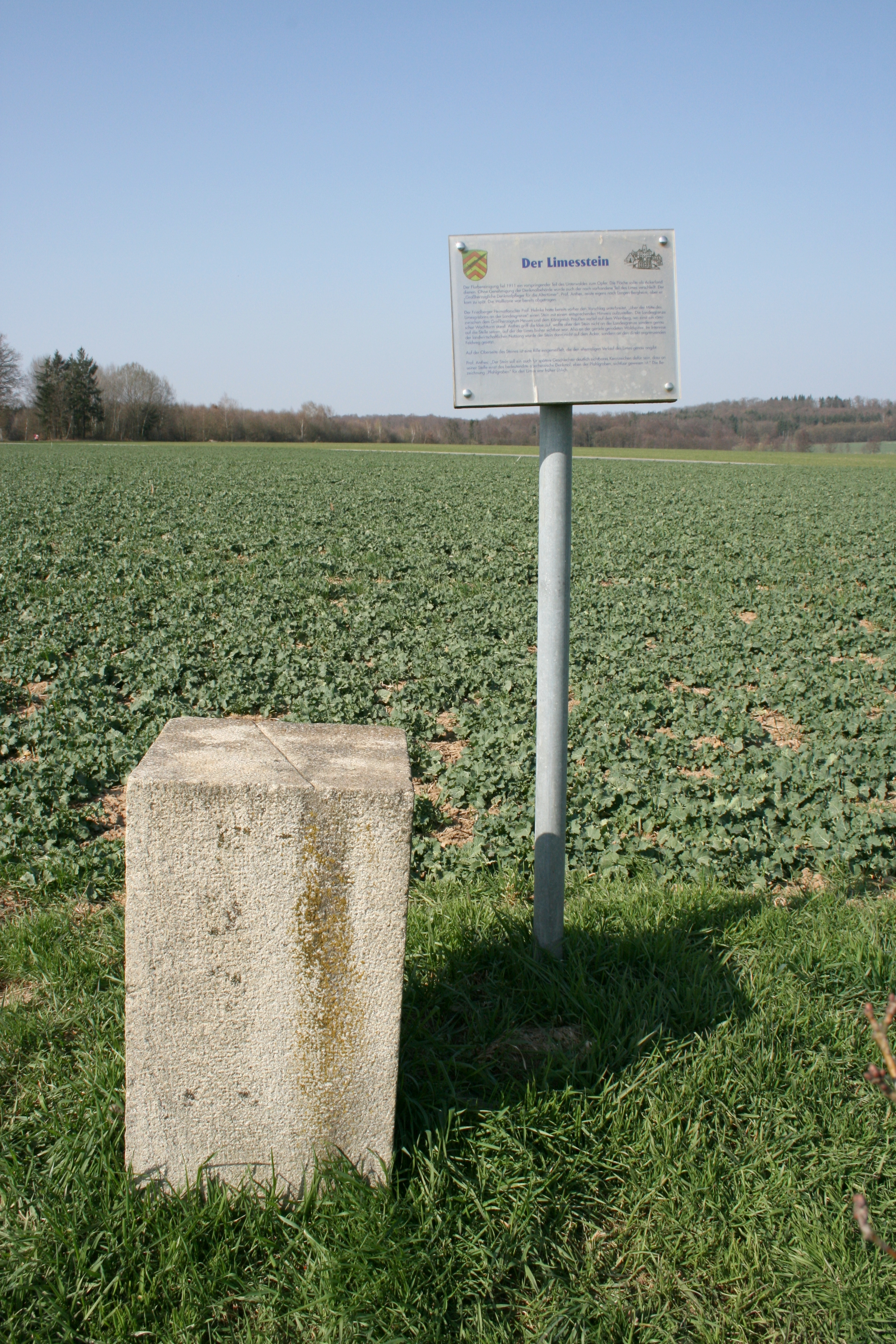
Der 1912 aufgestellte Limesstein bei Langen-Bergheim und Hinweistafel

| ORL       | Name/Ort                               | Beschreibung/Zustand |
| --------- | -------------------------------------- | --- |
| NN        | Kleinkastell „Auf dem Buchkopf“        | siehe oben |
| Wp 4/102a |                                        | Etwa 400 m südlich des Buchkopfes, vermutet aufgrund von Steinlagen. |
| Wp 4/103  | Im Eckartshäuser (Himbächer) Unterwald | Zwei Holz- sowie eine Steinturmstelle (5,90 m Seitenlänge) durch Grabungen der Reichs-Limeskommission nachgewiesen. Hinweisschild vor Ort. Holzturmstelle ist durch vier Pfosten markiert und als Wall erkennbar, ebenso ein kleiner Hügel des Steinturms. Eine Rekonstruktion des Steinturmes wurde im August 2013 fertiggestellt. |
| Wp 4/104  |                                        | vermutet. |
| Wp 4/105  | An der Drususeiche                     | Etwa 200 m südlich der sogenannten Drususeiche, zwei Holzturmstellen und ein Steinturm bei Grabungen 1900 und 1902 nachgewiesen. Die Holztürme besaßen Ringgräben von zwölf Meter Durchmesser. Am zweiten Holzturm wurden anscheinend Umbauten vorgenommen und eine Art Baracke errichtet, von der eine Feuerstelle nachgewiesen wurde. Erst später wurde ein Steinturm mit einer Seitenlänge von 5,50 m zwischen dieser und dem Pfahl erbaut. Deutliche Spuren der Wälle und Gräben sind im Waldgelände heute noch sichtbar. |
| Wp 4/106  |                                        | vermutet |
| Wp 4/107  | Auf dem Mühl- oder Wingertsberg        | vermutet |
| ORL 21    | Kastell Marköbel                       | siehe separaten Artikel Kastell Marköbel |

## Denkmalschutz
Das Kleinkastell „Auf dem Buchkopf“ und die erwähnten Anlagen sind als Teil des Obergermanisch-Raetischen Limes seit 2005 Teil des UNESCO-Welterbes. Außerdem sind es Bodendenkmäler nach dem Hessischen Denkmalschutzgesetz. Nachforschungen und gezieltes Sammeln von Funden sind genehmigungspflichtig, Zufallsfunde an die Denkmalbehörden zu melden.